# Франкфорд (Мисури)
Франкфорд (енгл. Frankford) град је у америчкој савезној држави Мисури.

## Демографија
По попису из 2010. године број становника је 323, што је 28 (-8,0%) становника мање него 2000. године.
| Група             | 2000.       | 2010.       |
| Белци             | 338 (96,3%) | 306 (94,7%) |
| Афроамериканци    | 11 (3,1%)   | 6 (1,9%)    |
| Азијати           | 0 (0,0%)    | 0 (0,0%)    |
| Хиспаноамериканци | 0 (0,0%)    | 3 (0,9%)    |
| Укупно            | 351         | 323         |